# Адміністративний устрій Тернопільської області
Адміністрати́вний у́стрій Терно́пільської о́бласті — територіальна організація краю на певні адміністративні одиниці від давніх часів до сучасності. Тернопільська область — одна з 24-х областей України, розташована на споконвічних українських землях. Територія та географічні межі області визначені з її утворенням 27 листопада 1939 в тогочасній УРСР.
На півночі область межує з Рівненською, на сході — з Хмельницькою, на півдні — з Чернівецькою, на заході — з Івано-Франківською і Львівською областями.
У наш час Тернопільська область поділяється на 3 райони, 55 територіальних громад.

## Період Київської Русі та Галицько-Волинського князівства
Початки адміністративно-територіального поділу належать до часів Київської Русі. Великий князь київський Володимир Святославич приєднав у кін. 10 ст. до своїх володінь нові землі західної території сучасної Тернопільщини, яка охоплює Західне Поділля, частину Східної Галичини і Південної Волині. Відтоді вона ввійшла до Давньоукраїнської держави.
Найдавнішими літописними «городами» на Тернопільщині є Микулинці, Теребовля, Шумськ, Кременець.
У час розпаду Київської Русі близько 1084 виникло удільне Теребовльське князівство. Воно займало центральну і південну частини сучасної Тернопільщини. Західна її частина входила до Звенигородського князівства. 1141 обидва князівства ввійшли на правах земель-князівств (волостей) у Галицьке князівство. У північній частині Тернопільщини в серед. 12 ст. постало Шумське князівство, яке 1170 опинилося під владою князя дорогобузького.
1199 вся територія Тернопільщини ввійшла до Галицько-Волинської держави. Новими центрами волостей, крім Теребовлі та Шумська, стали Збараж і Кременець.

## Адміністративний поділ у 1349—1569 роках
Після того, як Галицько-Волинська держава 1349 припинила існування, за її землі розгорілася боротьба між Литвою, Польщею й Угорщиною. Польська корона захопила галицькі землі, а Велике князівство Литовське — Збаразьку і Кременецьку волості.
1372—1379 і 1385—1887 на території Східної Галичини існувало васальне від угорської корони державне утворення — так зване «Руське королівство». До нього належали також галицькі землі сучасної Тернопільщини, а від 1377 — і Кременеччина. Після ліквідації «Руського королівства» його територія відійшла до Польщі. 1387 на східногалицьких землях у Польській державі була створена окрема територіальна одиниця — «Королівство Русі», яке мало внутрішню автономію. Поділля, що охоплює південно-східну частину Тернопільщини, після 1363 увійшло до володінь литовських князів із роду Коріатовичів, котрі незабаром визнали себе васалами польського короля. 1395 цей край (округи Скала і Червоногород) разом з усім Поділлям був переданий у приватне володіння Спиткові з Мельштина.
1400—1430 Західне Поділля перебувало у Великому князівстві Литовському, а потім відійшло до Польського королівства. 1434 Сх. Галичина та Зх. Поділля остаточно були приєднані до Польщі. Більша частина Тернопільщини увійшла до Галицького і Теребовлянського староств (від 16 ст. — повітів) Галицької землі Руського воєводства. Західноподільські землі краю склали Червоногородське староство Подільського воєводства.
Волинське князівство, що існувало від 1387 в складі Литви, було ліквідоване 1452, його волості (староства) стали провінціями на правах приватних володінь. Кременецька волость відійшла до королівського домену, а Збаразька набула статусу княжої волості (васального князівства). 1463 зі Збаразького князівства виділилась окрема волость із центром у Вишнівці — приватне володіння князів Вишневецьких.

## Магдебурзьке право
Більшість міст і містечок Тернопільщини 14–18 ст. мали маґдебурзьке право, згідно з яким здобували самоуправління. Управляв містом маґістрат — виборний орган на чолі з бургомістром; разом із війтом, якого призначав власник міста і який представляв судову владу, маґістрат становив міську адміністрацію.
Відповідно до Маґдебурзького права міста поділили на 3 категорії:
- отримали його від литовських князів, польських королів
- від магнатів-власників
- надане грамотами гетьманів після приєднанн до Московської держави, що, як правило, підтверджувало раніше отримане право.

За рівнем самоврядування міста поділли на маґістративні (привілейовані) й ратушні.
Ратушу наприкінці 18 століття мали майже всі міста краю.
Понад 50 міст Тернопільщини здобули маґдебурзьке право (повне чи обмежене) в такі роки:
- 1387 — Теребовля
- 1393[джерело?] — Бучач (повторно 1515)
- 1420 — Дрищів і Жуків
- 1438 — Крем'янець
- 1443 — Нараїв і Скала (нині Скала-Подільська)
- 1448 — Червоногород
- 1453 — Бедриківці
- 1485 — Золотники
- 1505 — Філіпковці (нині Пилипче)
- 1518 — Ягільниця
- 1519 — Язловець (підтвердження)
- 1520 — Заложці (нині Залізці)
- 1530 — Бережани і Борки (нині Великі Бірки)
- 1531 — Куропатники
- 1532 — Чортків
- 1539 — Підгайці
- 1542 — Озерна
- 1548 — Тернопіль та Устя-Зелене
- 1549 — Будзанів (нині Буданів) і Товсте (нині Заліщицького району)
- 1550 — Горожанка
- 1553 — Сухостав
- 1559 — Бариш і Гусятин
- 1564 — Копичинці
- 1568 — Андріїв (нині Новий Олексинець) і Попівці
- 1577 — Козлів
- 1578 — Золотий Потік і Хоростків
- 1595 — Микулинці
- 1600 — Скалат
- 1610 — Голгочі (нині Голгоча) і Струсів
- 1619 — Касперівці
- 1620 — Вербів
- 1621 — Лідихів
- 1629 — Борщів
- 1646 — Новий Бжезь (нині Збриж)
- 1689 — Зборів
- 1700 — Окопи
- 1720 — Гримайлів і Товсте (нині Гусятинського району)
- 1729 — Завалів
- 1766 — Заліщики
- 1767 — Мельниця (нині Мельниця-Подільська)
- 1778 — Почаїв

Багато містечок внаслідок несприятливих економічних факторів і нападів завойовників через деякий час втратили маґдебурґію.

## Період Речі Посполитої
Після Люблінської унії 1 липня 1569 року всі землі Тернопільщини опинилися під фактичною владою Польщі у новоутвореній державі — Речі Посполитій. Територія нинішніх Збаразького, Кременецького, Лановецького, Шумського і північна частина території Підволочиського районів увійшла до Кременецького повіту Волинського воєводства. Воно було створене в складі Литви 1568 року, через рік перейшло безпосередньо під відання Корони Польської.
Частина Тернопільщини між Збручем і Стрипою на південь від лінії сіл Суходіл — Пробіжна — Угринь — Палашівка — Ріпинці, що нині обіймає територію Борщівського, Заліщицького, більшість території Чортківського, невелику територію Бучацького і Гусятинського районів, склала Червоногородський повіт Подільського воєводтства.
Територія нинішніх Бучацького, Монастириського, Підгаєцького і невелика частина Теребовлянського районів увійшли до Галицького повіту, а решта територія Тернопільщини склала Теребовлянський повіт Руського воєводства.
Згідно з Бучацьким мирним договором від 18 жовтня 1672 Поділля відійшло до Османської імперії. Територію Тернопільщини між Збручем і Стрипою на південь від лінії населених пунктів Гусятин-Гадинківці-Біла — Білобожниця — Джурин — Бучач опинилася під владою Порти і склала Чортківську нахію Кам'янецького ейялету Подільського пашалику.
За умовами Карловицького мирного договору 16 січня 1699 року ці землі, як і все Поділля, знову відійшли до Речі Посполитої. Фактично Польща повернула їх собі після 1683 в результаті воєнних дій.

## Період Австрійської імперії
5 серпня 1772 в Петербурзі між Австрією, Пруссією і Росією була підписана таємна конвенція про 1-й поділ Польщі, за якою Австрія захопила Галичину. Згідно з австрійсько-російською угодою 18 вересня 1773 Австрія зайняла також південну частину Кременеччини. Отже, територія Тернопільщини на північ від лінії сіл Білозірка—Москалівка—Верещаки—Шимківці—Колодне—Заруддя—Раковець—Бутин—Устечко—Башуки—Лопушне—Крутнів, включаючи їх, залишалася за Річчю Посполитою, а решта відійшла до Австрійської імперії.
На захоплених Австрією галицьких і буковинських землях було створено адміністративно-територіальну одиницю — коронний край «Королівство Галичини і Володимирії» з центром у Львові. У 1782 році він був поділений на округи («крайси», або «циркули»), які складалися з дистриктів. Територія Тернопільщини обіймали 3 округи — Бережанський, Заліщицький (від 1788 — Чортківський) і Тернопільський. Окремі населені пункти в західній частині нинішньої Тернопільської області входили до Бродівського, Золочівського і Станіславського округів.
Деякий час зберігався поділ дистриктів на домінії. Кількість округів, дистриктів та їхні межі згодом не раз змінювалися. Адміністративну владу в округах і дистриктах здійснювали посадові державні службовці — старости, в домініях — мандатори. Низовою адміністративною ланкою була громада на чолі з війтом і становила окремий населений пункт. Містами управляли магістрати.
Частина території Тернопільщини на схід від лінії містечок Залізці-Зборів і р. Стрипи, що перебувала в імперії Габсбургів, за умовами Віденського (Шенбруннського) мирного договору 14 жовтня 1809 відійшла до Росії. Під її владою ця територія перебувала з весни 1810 до літа 1815. Указом російського імператора 15 червня 1810 тут було створено адміністративно-територіальну одиницю — «Тернопільський край» із центром у Тернополі, який отримав статус окружного міста.
Спочатку край поділявся на 2 округи — Тернопільський і Заліщицький, 1814 був утворений 3-й округ — Теребовлянський. Управляв краєм намісник, якого призначав цар. Згідно із заключним пактом Віденського конгресу 6 червня 1815 територія «Тернопільського краю» була повернена Австрії.
1867 Австрійська імперія стала дуалістичною й отримала офіційну назву Австро-Угорщина. Землі Тернопільщини, що перебували під владою Габсбургів, увійшли до австрійської частини монархії — провінції «Галицьке намісництво». Його територія була поділена на повіти (створені до 1867), адміністративну владу в яких здійснювали старости, а повіти — на гміни, що об'єднували 2 і більше сільських населених пунктів.

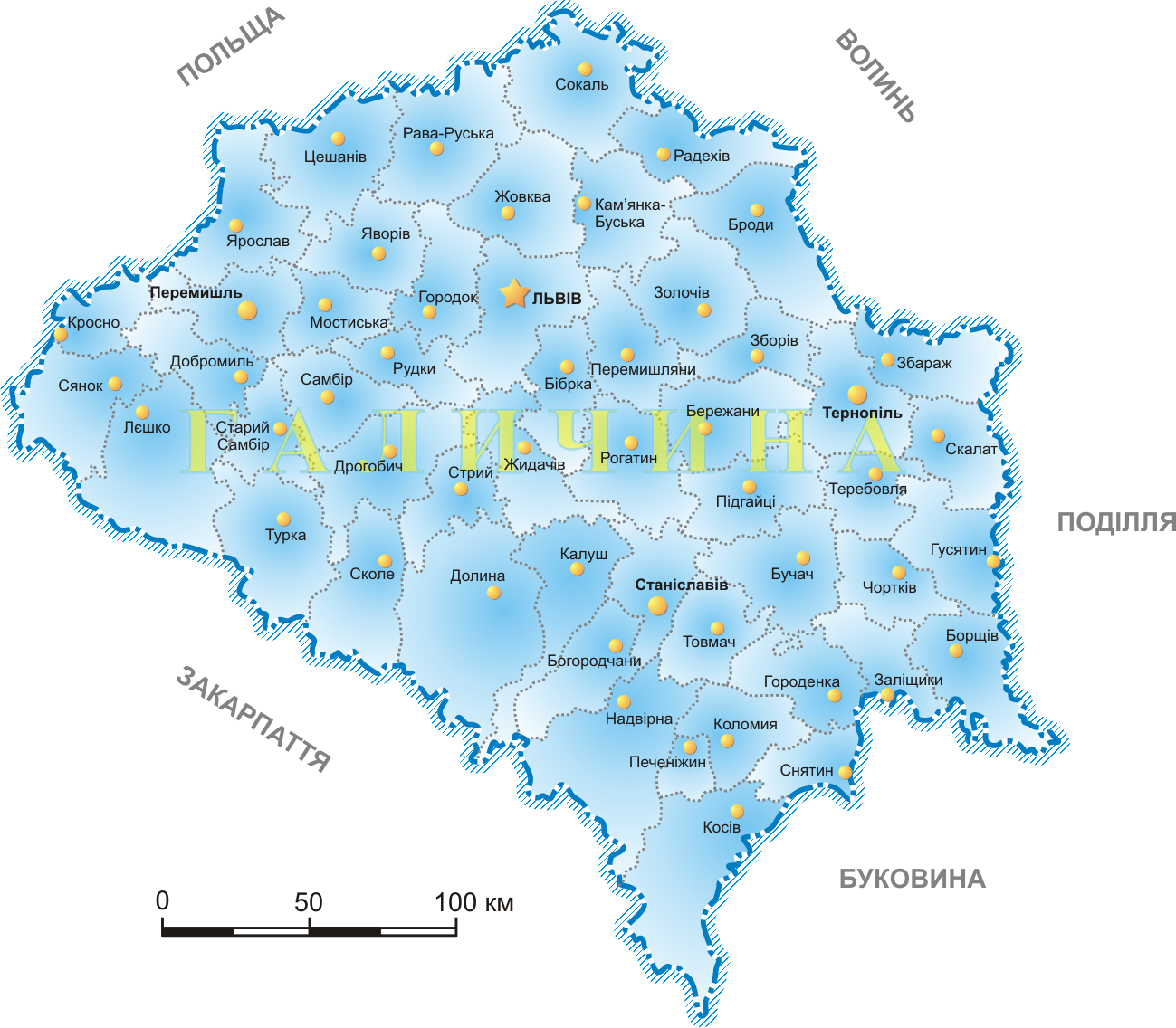
Східна Галичина в 1910 році

В австрійській частині Тернопільщини було 12 повітів: Бережанський, Борщівський, Бучацький, Заліщицький, Збаразький, Зборівський, Підгаєцький, Гусятинський, Скалатський, Теребовлянський, Тернопільський і Чортківський. Деякі населені пункти на заході краю входили до Бродівського, Золочівського, Перемишлянського, Рогатинського і Галицького повітів.
23 січня 1793 Австрія і Росія уклали угоду про 2-й, а в червні 1795 — про 3-й поділ Польщі. Територія Тернопільщини, що після 1772 залишалася під владою Речі Посполитої, була передана Російській імперії і включена до Волинського намісництва. У вересні 1797 ці землі ввійшли до Кременецького повіту Волинської губернії. Повіт поділявся на волості, а ті — на громади, що складалися з окремого сільського населеного пункту. Волосними центрами були Білозірка, Бірки, Великі Бережці, Великі Дедеркали, Вишгородок, Вишнівець, Кременець, Ланівці, Новий Олексинець, Почаїв, Шумськ.

## Перша світова війна
З початком 1-ї світової війни в адміністративно-територіальному поділі Тернопільщини відбулися суттєві зміни. В серпні 1914 Сх. Галичину і ч. Буковини окупували війська Росії. Наступного місяця тут було створено воєнне генерал-губернаторство Галичини, до якого входили Львівська, Перемишльська, Тернопільська і Чернівецька губернії. Останні поділялися на повіти. В Тернопільській губернії їх було 15: Бережанський, Богородчанський, Борщівський, Бучацький, Гусятинський (повітове управління — в Копичинцях), Заліщицький, Збаразький, Калуський, Підгаєцький, Скалатський, Станіславський, Теребовлянський, Тернопільський, Тлумацький і Чортківський. Тер. повітів була в межах часів Австро-Угорщини. Адміністративна влада належала губернатору і підлеглим йому начальникам повітових управлінь. Вся адміністрація складалася з військових і службовців, які прибули з російських губерній.
Після наступу австро-німецької армії влітку 1915 Тернопільська губернія існувала в межах 8 східних повітів, хоча воєнне генерал-губернаторство Галичини 23 листопада 1915 було ліквідоване. В результаті наступу російських військ на початку літа 1916 її територія відновилась у межах попередніх повітів (замість Тлумацького — Надвірнянський повіт). 3 липня 1916 було створено воєнне генерал-губернаторство області Австро-Угорщини, зайнятих за правом війни, в складі Тернопільської і Чернівецької губерній.
У наступний період територія Тернопільської губернії зменшилася, в червні 1917 її західна межа проходила по лінії містечок Зборів-Козова-Підгайці-Монастириська-Коропець.
Влітку-восени 1917 австро-німецькі війська зайняли майже всю територію Тернопільської губернії, 7 грудня 1917 вона була ліквідована. В краї відновила діяльність австрійська адміністрація. Збаразький і Скалатський повіти, які російська армія втримала, до лютого 1918 були в підпорядкуванні волинського губернатора. В Кременецькому повіті під час війни адміністративно-територіальних змін не було, тільки восени 1917 його західну частину окупували німецькі війська.

## Західно-Українська Народна Республіка
В результаті розпаду Австро-Угорщини і Листопадового Зриву 1918 на українських етнічних землях Галичини виникла українська держава, яка 13 листопада 1918 отримала назву Західно-Українська Народна Республіка (ЗУНР). Того дня був прийнятий «Тимчасовий основний закон про державну самостійність українських земель бувшої австро-угорської монархії».
Територія ЗУНР поділялася на 3 воєводства — Львівське, Станіславське і Тернопільське, котрі складалися з повітів. У Тернопільському воєводстві центрами 19 повітів були Бережани, Бібрка, Борщів, Броди, Бучач, Гусятин, Заліщики, Збараж, Зборів, Золочів, Кам'янка-Струмилова, Перемишляни, Підгайці, Радехів, Рогатин, Скалат, Теребовля, Тернопіль, Чортків. Територія повітів збережена у тих межах, що й за Австро-Угорщини.
В умовах польсько-української війни, яка розпочалася в листопаді 1918, створити цивільну адміністрацію воєводств не було змоги. Державному секретаріату ЗУНР безпосередньо підпорядковувалися повітові комісари. Значні повноваження мали воєнні коменданти військових округів. Після того, як польські війська захопили Львів, вищі органи державної влади ЗУНР переїхали в Тернопіль. Від 24 листопада до 31 грудня 1918 місто тимчасово було столицею республіки.
22 січня 1919 в Києві було прийнято Акт Злуки, який проголосив об'єднання двох українських держав у незалежну соборну Українську Народну Республіку (УНР). Наступного дня Трудовий конгрес України прийняв закон «Про форму влади в Україні», згідно з яким ЗУНР ставала ЗОУНР. Однак під час безперервної війни і постійної зміни політичної ситуації в Україні реальне возз'єднання УНР і ЗУНР в єдину державу не відбулося. На початку липня 1919 внаслідок наступу польської армії територія ЗУНР обмежувалася невеликою частиною південної Тернопільщини між Збручем, Дністром і лінією міст Заліщики-Гусятин. Відступаючи під натиском переважаючих сил противника, УГА та керівництво ЗУНР 17-18 липня 1919 перейшли Збруч і вступили на Велику Україну.
ЗУНР як держава перестала існувати, хоч її уряд до 23 липня 1923 продовжував діяти в еміграції.

## Період Другої Речі Посполитої
21 листопада 1919 був підписаний «Договір між Союзними державами і Польщею про Східну Галичину», згідно з яким край тимчас. й на правах території автономії залишався в Польській державі. Однак Рада послів держав Антанти 14 березня 1923 прийняла остаточне рішення про включення українських земель Східної Галичини до Польщі.
У липні-вересні 1920 під час польсько-радянської війни внаслідок захоплення ЧА третини території Східної Галичини існувало державне утворення більшовицької партії та радянського уряду Росії — Галицька Соціалістична Радянська Республіка (ГСРР), проголошена 15 липня 1920 декларацією Галревкому, який називав себе тимчасовим робітничо-селянським урядом Галичини. Галревком перебував у Тернополі. У ГСРР опинилися повністю 18 і частково 4 повіти колишньої Австро-Угорщини та ЗУНР, серед них — усі повіти на Тернопільщині. Адміністративну владу на місцях зосередили у своїх руках повітові, міські та сільські ревкоми. ГСРР припинила існування 21 вересня 1920 після вимушеного відступу більшовицьких військ зі Східної Галичини.
Територія Тернопільщини, що від 1793 перебувала під владою Росії, з проголошенням незалежності УНР 25 січня 1918 ввійшла до її складу. Тернопільщина з усією Волинню була визнана за Українською державою Брестським мирним договором від 9 лютого 1918 між УНР і країнами Четверного союзу. Через місяць УЦР прийняла закон про адміністративно-територіальний устрій України. Згідно з цим документом у складі землі Волинь створено Кременецький повіт. 1918-20 на території повіту постійно тривали воєнні дії, її займали німецькі, польські та більшовицькі війська, тому налагодити стабільну діяльність української державної адміністрації не було змоги.
У вересні 1920 Кременецький повіт окупувала польська армія. Від 21 вересня 1920 вся територія Тернопільщини опинилася під владою Польщі. Разом з іншими західноукраїнськими землями вона залишилась у Другій Речі Посполитій за умовами Ризького мирного договору від 18 березня 1921 між Польщею і радянською Росією й Україною.

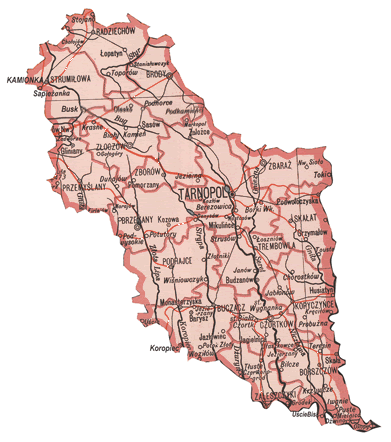
Мапа Тернопільського воєводства

У вересні 1921 польський уряд створив на території так званої Східної Малопольщі 6 воєводств, серед них — Волинське і Тернопільське. Воєводства складалися з повітів, а ті — з гмін, які об'єднували сільські громади. Тернопільське воєводство поділялося на 17 повітів, центрами яких були Бережани, Борщів, Броди, Бучач, Заліщики, Збараж, Зборів, Золочів, Кам'янка-Струмилова, Копичинці, Перемишляни, Підгайці, Радехів, Скалат, Теребовля, Тернопіль, Чортків. Північна частина Тернопільщини ввійшла до Кременецького повіту Волинського воєв-ва. Центрами гмін у тернопільській його частині були Великі Бережці, Білозірка, Великі Дедеркали, Вишгородок, Вишнівець, Катербург (нині Катеринівка), Колодно, Ланівці, Почаїв, Старий Олексинець, Угорськ, Шумськ. Окремі села на заході Тернопільщини належали до Галицького і Рогатинського повітів Станіславського воєводства.
Найзначніші адміністративно-територіальні зміни в повітах і гмінах сталися 1 квітня 1932. Адміністративну владу у воєводстві очолював воєвода, в повіті — староста, в місті — бургомістр, у гміні — війт, у селі — солтис.

## Радянський період

### Довоєнна доба
На початку 2-ї світової війни, після 17 вересня 1939 західноукраїнські землі зайняла армія СРСР. Були створені тимчасові воєводства, повітові та міські управління, в селах — сільські комітети, які проводили політику радянської влади. 27 жовтня 1939 Народні Збори Західної України прийняли ухвалу про включення Західної України до СРСР у складі УРСР. 1 листопада 1939 позачергова сесія ВР СРСР прийняла закон про входження Західної України до СРСР, а 15 листопада 1939 позачергова сесія ВР УРСР — закон про возз'єднання Зх. України з УРСР. Постановою Президії ВР УРСР від 4 грудня 1939 в Західній Україні впроваджувався існуючий в УРСР адміністративно-територіальний устрій і створено 6 областей, серед них — Тернопільська з центром у Тернополі.
В січні 1940 вона була поділена на 38 районів: Бережанський, Білобожницький, Борщівський, Буданівський, Бучацький, Великобірківський, Великоглибочецький, Вишнівецький, Гримайлівський, Гусятинський, Заліщицький, Заложцівський, Збаразький, Зборівський, Золотниківський, Золотопотіцький, Катербурзький (з жовтня 1940 — Великодедеркальський), Козівський, Козлівський, Копичинецький, Кременецький, Лановецький, Мельнице-Подільський, Микулинецький, Монастириський, Новосільський, Підволочиський, Підгаєцький, Почаївський, Пробіжнянський, Скала-Подільський, Скалатський, Струсівський, Теребовлянський, Товстенський, Устя-Зеленський (Усть-Зеленівський; з 11 листопада 1940 — Коропецький), Чортківський, Шумський. Тернопіль був окремою адміністративно-територіальною одиницею. Низовою ланкою стали сільради депутатів трудящих, які об'єднували 1 або кілька сільських населених пунктів.

### Друга світова війна
У липні 1941 після початку німецько-радянської війни Тернопільщину окупували німецько-нацистські загарбники. Спочатку на окупованих землях адміністративні функції виконували німецькі військові власті. Територію колишнього Тернопільського воєводства було приєднано 1 серпня 1941 до дистрикту «Галичина» Генеральної губернії Німеччини. Тут було відновлено поділ на повіти і гміни. На місці воєводства німці утворили Тернопільське, Бережанське і Чортківське окружні староства.
Територію Кременецького повіту Волинського воєводства гітлерівці долучили до генерального округу «Волинь і Поділля» райхскомісаріату «Україна», створеного 20 серпня 1941. На місці згаданого повіту німці утворили Кременецький ґебіт.

### Повоєнна доба
Після того, як у липні 1944 РА повністю звільнила територія Тернопільщини від німецько-нацистських військ, було відновлено адміністративно-територіальний поділ довоєнного радянського періоду. У зв'язку з тим, що Тернопіль був майже повністю зруйнований, обласні органи влади й управління до серпня 1946 перебували в Збаражі, а потім — у Чорткові.
З метою вдосконалення й ефективності управління всіма сферами життя області наприкінці 1950-х — на поч. 1960-х на Тернопільщині були здійснені суттєві адміністративно-територіальні зміни. В січні 1959 розформували Коропецький і Скала-Подільський, у березні 1959 — Білобожницький, Буданівський, Гримайлівський, Новосільський, Пробіжнянський і Струсівський. У 1962 р. після укрупнення сільських районів залишилось 9 районів. Таким чином скасовувались 21 район: Великобірківський, Великоглибочецький, Великодедеркальський, Вишнівецький, Гусятинський, Заліщицький, Заложцівський, Золотниківський, Золотопотіцький, Козівський, Козлівський, Копичинський, Лановецький, Мельнице-Подільський, Микулинецький, Монастириський, Підгаєцький, Почаївський, Скалатський, Товстенський та Шумський.
Невеликі адміністративно-територіальні зміни в районах відбулися 1965—1966. 
У 1965 р. загальна кількість районів збільшилась до 14.
Указом Президії ВР УРСР від 8 грудня 1966 було відновлено ще 2 райони: Монастириський та Тернопільський. 
У 1991 р. відновився Підгаєцький район.
Від середини 1940-х до кінця 1980-х в області зменшилась кількість насел. пунктів. Якщо в 1946 їх було 1704, 1958 — 1056, то в 1987 — 974. Скорочення тривало переважно шляхом об'єднання малих сіл і хуторів з іншими селами або включення їх у межі міст чи смт 1946-67 на Тернопільщині припинили існування 202 населені пункти внаслідок переселення жителів. Об'єднання населених пунктів та переселення жителів не завжди були виправданими і доцільними, інколи їх проводили внаслідок політики ліквідації так званих «безперспективних сіл». Понад 100 сіл перейменували, й робили це з ідеологічних мотивів, з порушенням історичних традицій.

## Адміністративний поділ у 1991-2020 роках
Після проголошення 24 серпня 1991 державної незалежності України в області вдосконалено адміністративно-територіальний поділ, зважаючи на сучасні потреби, традиції минулого й інтереси жителів Тернопільщини. 6 грудня 1991 ВР України постановила створити Підгаєцький район. Відновлена діяльність багатьох сільрад, на карті області знову є чимало сіл, які раніше були вилучені з обліку, низці населених пунктів повернено історичні назви.
У складі області:
- районів — 17[11];
- населених пунктів — 1057, в тому числі:
  - міського типу — 35, в тому числі:
    - міст — 18[12], в тому числі:
      - міст обласного значення — 2[13];
      - міст районного значення — 16[14];

    - селищ міського типу — 17[15];

  - сільського типу — 1022[16], в тому числі:
    - сіл — 1021[17];
    - селищ — 1[18].

У системі місцевого самоврядування:
- районних рад — 17[19];
- міських рад — 18[20];
- селищних рад — 17[21];
- сільських рад — 580[22].

| № п/п                    | Назва                 | Площа (км²) | Населення (осіб)            | Адм. центр / Входження | Міст районного значення | Селищ міського типу | Сільських населених пунктів | Сільських рад | Адм. устрій |
| Райони                   |                       |             |                             |                        |                         |                     |                             |               |             |
| 1                        | Бережанський          | 661,00      | 20722                       | м. Бережани            | немає                   | немає               | 56                          | 25            | Адм. устрій |
| 2                        | Борщівський           | 1 006,00    | 65731                       | м. Борщів              | 1                       | 2                   | 70                          | 42            | Адм. устрій |
| 3                        | Бучацький             | 802,00      | 62710                       | м. Бучач               | 1                       | 1                   | 57                          | 37            | Адм. устрій |
| 4                        | Гусятинський          | 1 016,00    | 58502                       | смт Гусятин            | 2                       | 2                   | 61                          | 39            | Адм. устрій |
| 5                        | Заліщицький           | 684,00      | 45541                       | м. Заліщики            | 1                       | 1                   | 53                          | 35            | Адм. устрій |
| 6                        | Збаразький            | 863,00      | 56376                       | м. Збараж              | 1                       | 1                   | 75                          | 36            | Адм. устрій |
| 7                        | Зборівський           | 977,00      | 40488                       | м. Зборів              | 1                       | 1                   | 90                          | 42            | Адм. устрій |
| 8                        | Козівський            | 694,00      | 36877                       | смт Козова             | немає                   | 2                   | 53                          | 31            | Адм. устрій |
| 9                        | Кременецький          | 918,00      | 46240                       | м. Кременець           | 1                       | немає               | 68                          | 38            | Адм. устрій |
| 10                       | Лановецький           | 632,00      | 28833                       | м. Ланівці             | 1                       | немає               | 52                          | 26            | Адм. устрій |
| 11                       | Монастириський        | 558,00      | 26445                       | м. Монастириська       | 1                       | 1                   | 46                          | 30            | Адм. устрій |
| 12                       | Підволочиський        | 837,00      | 41320                       | смт Підволочиськ       | 1                       | 1                   | 60                          | 34            | Адм. устрій |
| 13                       | Підгаєцький           | 496,00      | 17781                       | м. Підгайці            | 1                       | немає               | 36                          | 21            | Адм. устрій |
| 14                       | Теребовлянський       | 1 130,00    | 63865                       | м. Теребовля           | 1                       | 2                   | 75                          | 41            | Адм. устрій |
| 15                       | Тернопільський        | 749,00      | 67077 (без міста Тернополя) | м. Тернопіль           | немає                   | 2                   | 56                          | 38            | Адм. устрій |
| 16                       | Чортківський          | 903,00      | 43416 (з Чортковом)         | м. Чортків             | немає                   | 1                   | 55                          | 43            | Адм. устрій |
| 17                       | Шумський              | 838,00      | 33015                       | Шумськ                 | 1                       | немає               | 60                          | 32            | Адм. устрій |
| Міста обласного значення |                       |             |                             |                        |                         |                     |                             |               |             |
| 1                        | Бережани              | 5,80        | 17 130                      |                        |                         |                     |                             |               |             |
| 2                        | Кременець             | 20,76       | 21 880                      |                        |                         |                     |                             |               |             |
| 3                        | Тернопіль             | 59,00       | ▼216 575                    |                        |                         |                     |                             |               |             |
| 4                        | Чортків               | 29,52       | 28 855                      |                        |                         |                     |                             |               |             |
| Міста районного значення |                       |             |                             |                        |                         |                     |                             |               |             |
| 1                        | Борщів                | 2,66        | 11 251                      | Борщівський район      |                         |                     |                             |               |             |
| 2                        | Бучач                 | 9,98        | 12 511                      | Бучацький район        |                         |                     |                             |               |             |
| 3                        | Заліщики              | 7,16        | 9 739                       | Заліщицький район      |                         |                     |                             |               |             |
| 4                        | Збараж                | 6,94        | 13 053                      | Збаразький район       |                         |                     |                             |               |             |
| 5                        | Зборів                | 6,00        | 7 339                       | Зборівський район      |                         |                     |                             |               |             |
| 6                        | Копичинці             | 35,40       | 7 003                       | Гусятинський район     |                         |                     |                             |               |             |
| 7                        | Ланівці               | 14,74       | 8 547                       | Лановецький район      |                         |                     |                             |               |             |
| 8                        | Монастириська         | 10,65       | 6 277                       | Монастириський район   |                         |                     |                             |               |             |
| 9                        | Підгайці              | 3,14        | 3 203                       | Підгаєцький район      |                         |                     |                             |               |             |
| 10                       | Почаїв                | 24,04       | 8 027                       | Кременецький район     |                         |                     |                             |               |             |
| 11                       | Скалат                | 5,73        | 4 042                       | Підволочиський район   |                         |                     |                             |               |             |
| 12                       | Теребовля             | 10,69       | 13 455                      | Теребовлянський район  |                         |                     |                             |               |             |
| 13                       | Хоростків             | 9,51        | 7 304                       | Гусятинський район     |                         |                     |                             |               |             |
| 14                       | Шумськ                | 5,19        | 5 010                       | Шумський район         |                         |                     |                             |               |             |
| Тернопільська область    | Тернопільська область | 13 823,00   | ▼1 075 435                  | м. Тернопіль           | 17                      | 17                  | 1 018                       | 581           |             |

## Адміністративно-територіальна реформа в Україні (2015–2020)
15 липня 2015 року створено першу в області об'єднану територіальну громаду — Скалатську — з адміністративним центром громади в місті Скалат Підволочиського району.
5 вересня 2015 року набув чинності Закон України № 676-VIII «Про внесення змін до деяких законів України щодо організації проведення перших виборів депутатів місцевих рад та сільських, селищних, міських голів», за яким «об'єднана територіальна громада вважається утвореною за цим Законом з дня набрання чинності рішеннями всіх рад, що прийняли рішення про добровільне об'єднання територіальних громад, або з моменту набрання чинності рішенням про підтримку добровільного об'єднання територіальних громад на місцевому референдумі та за умови відповідності таких рішень висновку, передбаченому частиною четвертою статті 7 цього Закону».
25 жовтня 2015 року відбулися перші вибори у громадах.
11 грудня 2015 року Тернопільська обласна рада затвердила перший перспективний план формування територій громад Тернопільської області.
12 червня 2020 року Кабінет міністрів України остаточно визначив адміністративні центри та затвердив території територіальних громад Тернопільської области.

### Перелік громад

#### Діючі
| №  | Громада                              | Центр                   | Дата створення         | Район(и)             |
| -- | ------------------------------------ | ----------------------- | ---------------------- | -------------------- |
| 1  | Байковецька сільська громада         | с. Байківці             | 21 серпня 2015 року    | Тернопільський район |
| 2  | Бережанська міська громада           | м. Бережани             | 21 листопада 2018 року | Тернопільський район |
| 3  | Білецька сільська громада            | с. Біла                 | 25 липня 2018 року     | Тернопільський район |
| 4  | Білобожницька сільська громада       | с. Білобожниця          | 4 вересня 2015 року    | Чортківський район   |
| 5  | Більче-Золотецька сільська громада   | с. Більче-Золоте        | 12 вересня 2016 року   | Чортківський район   |
| 6  | Борсуківська сільська громада        | с. Борсуки              | 13 вересня 2016 року   | Кременецький район   |
| 7  | Борщівська міська громада            | м. Борщів               | 30 червня 2016 року    | Чортківський район   |
| 8  | Бучацька міська громада              | м. Бучач                |                        | Чортківський район   |
| 9  | Васильковецька сільська громада      | с. Васильківці          | 24 липня 2016 року     | Чортківський район   |
| 10 | Великоберезовицька селищна громада   | смт Велика Березовиця   |                        | Тернопільський район |
| 11 | Великобірківська селищна громада     | смт Великі Бірки        | 29 серпня 2019 року    | Тернопільський район |
| 12 | Великогаївська сільська громада      | с. Великі Гаї           | 21 липня 2015 року     | Тернопільський район |
| 13 | Великодедеркальська сільська громада | с. Великі Дедеркали     | 14 вересня 2016 року   | Кременецький район   |
| 14 | Вишнівецька селищна громада          | смт Вишнівець           | 13 вересня 2016 року   | Кременецький район   |
| 15 | Гримайлівська селищна громада        | смт Гримайлів           | 2 вересня 2016 року    | Чортківський район   |
| 16 | Гусятинська селищна громада          | смт Гусятин             | 15 липня 2015 року     | Чортківський район   |
| 17 | Заводська селищна громада            | смт Заводське           | 11 серпня 2015 року    | Чортківський район   |
| 18 | Заліщицька міська громада            | м. Заліщики             |                        | Чортківський район   |
| 19 | Залозецька селищна громада           | смт Залізці             | 14 вересня 2016 року   | Тернопільський район |
| 20 | Збаразька міська громада             | м. Збараж               |                        | Тернопільський район |
| 21 | Зборівська міська громада            | м. Зборів               | 12 вересня 2016 року   | Тернопільський район |
| 22 | Золотниківська сільська громада      | с. Золотники            | 29 липня 2015 року     | Тернопільський район |
| 23 | Золотопотіцька селищна громада       | смт Золотий Потік       | 23 липня 2015 року     | Чортківський район   |
| 24 | Іване-Пустенська сільська громада    | с. Іване-Пусте          |                        | Чортківський район   |
| 25 | Іванівська сільська громада          | с. Іванівка             | 17 липня 2015 року     | Тернопільський район |
| 26 | Козівська селищна громада            | смт Козова              |                        | Тернопільський район |
| 27 | Козлівська селищна громада           | смт Козлів              | 23 липня 2015 року     | Тернопільський район |
| 28 | Колиндянська сільська громада        | с. Колиндяни            | 29 липня 2015 року     | Чортківський район   |
| 29 | Копичинецька міська громада          | м. Копичинці            | 30 липня 2018 року     | Чортківський район   |
| 30 | Коропецька селищна громада           | смт Коропець            | 29 липня 2015 року     | Чортківський район   |
| 31 | Кременецька міська громада           | м. Кременець            |                        | Кременецький район   |
| 32 | Купчинецька сільська громада         | с. Купчинці             | 27 липня 2018 року     | Тернопільський район |
| 33 | Лановецька міська громада            | м. Ланівці              | 24 травня 2017 року    | Кременецький район   |
| 34 | Лопушненська сільська громада        | с. Лопушне              | 10 серпня 2015 року    | Кременецький район   |
| 35 | Мельнице-Подільська селищна громада  | смт Мельниця-Подільська | 20 липня 2015 року     | Чортківський район   |
| 36 | Микулинецька селищна громада         | смт Микулинці           | 12 серпня 2015 року    | Тернопільський район |
| 37 | Монастириська міська громада         | м. Монастириська        | 22 серпня 2018 року    | Чортківський район   |
| 38 | Нагірянська сільська громада         | с. Нагірянка            |                        | Чортківський район   |
| 39 | Нараївська сільська громада          | с. Нараїв               | 2 квітня 2019 року     | Тернопільський район |
| 40 | Озернянська сільська громада         | с. Озерна               | 12 серпня 2015 року    | Тернопільський район |
| 41 | Підволочиська селищна громада        | смт Підволочиськ        | 30 липня 2015 року     | Тернопільський район |
| 42 | Підгаєцька міська громада            | м. Підгайці             |                        | Тернопільський район |
| 43 | Підгороднянська сільська громада     | с. Підгородне           |                        | Тернопільський район |
| 44 | Почаївська міська громада            | м. Почаїв               | 7 серпня 2015 року     | Кременецький район   |
| 45 | Саранчуківська сільська громада      | с. Саранчуки            | 10 серпня 2017 року    | Тернопільський район |
| 46 | Скала-Подільська селищна громада     | смт Скала-Подільська    | 17 липня 2015 року     | Чортківський район   |
| 47 | Скалатська міська громада            | м. Скалат               | 14 липня 2015 року     | Тернопільський район |
| 48 | Скориківська сільська громада        | с. Скорики              | 29 липня 2015 року     | Тернопільський район |
| 49 | Теребовлянська міська громада        | м. Теребовля            | 29 липня 2015 року     | Тернопільський район |
| 50 | Тернопільська міська громада         | м. Тернопіль            | 14 листопада 2018 року | Тернопільський район |
| 51 | Товстенська селищна громада          | смт Товсте              | 22 листопада 2017      | Чортківський район   |
| 52 | Трибухівська сільська громада        | с. Трибухівці           | 20 вересня 2016 року   | Чортківський район   |
| 53 | Хоростківська міська громада         | м. Хоростків            | 11 серпня 2015         | Чортківський район   |
| 54 | Чортківська міська громада           | м. Чортків              | 24 грудня 2019 року    | Чортківський район   |
| 55 | Шумська міська громада               | м. Шумськ               | 24 липня 2015 року     | Тернопільський район |

#### Ліквідовані
| № | Громада                        | Центр          | Дата створення       | Дата ліквідації     | Район(и)             |
| - | ------------------------------ | -------------- | -------------------- | ------------------- | -------------------- |
| 1 | Вікнянська сільська громада    | с. Вікно       | 13 травня 2019 року  | 12 червня 2020 року | Гусятинський район   |
| 2 | Дорогичівська сільська громада | с. Дорогичівка | 15 грудня 2017 року  | 12 червня 2020 року | Заліщицький район    |
| 3 | Колодненська сільська громада  | с. Колодне     | 12 серпня 2015 року  | 12 червня 2020 року | Збаразький район     |
| 4 | Коцюбинська сільська громада   | с. Коцюбинці   | 13 вересня 2016 року | 12 червня 2020 року | Гусятинський район   |
| 5 | Млиновецька сільська громада   | с. Млинівці    | 20 травня 2019 року  | 12 червня 2020 року | Зборівський район    |
| 6 | Настасівська сільська громада  | с. Настасів    | 8 серпня 2018 року   | 12 червня 2020 року | Тернопільський район |
| 7 | Новосільська сільська громада  | с. Нове Село   | 31 липня 2015 року   | 12 червня 2020 року | Підволочиський район |
| 8 | Озерянська сільська громада    | с. Озеряни     | 29 липня 2015 року   | 12 червня 2020 року | Борщівський район    |
| 9 | Чернихівецька сільська громада | с. Чернихівці  | 12 серпня 2015 року  | 12 червня 2020 року | Збаразький район     |